# Coccophagus insidiator
Coccophagus insidiator är en stekelart som först beskrevs av Johan Wilhelm Dalman 1825.  Coccophagus insidiator ingår i släktet Coccophagus och familjen växtlussteklar. Arten är reproducerande i Sverige. Inga underarter finns listade i Catalogue of Life.